# No Heavy Petting
| 전문가 평가 | 전문가 평가 |
| 평가 점수   | 평가 점수   |
| 출처        | 점수        |
| ----------- | ----------- |
| AllMusic    | [ 2 ]       |

《No Heavy Petting》은 1976년에 발매된 영국의 하드 록 밴드 UFO의 다섯 번째 스튜디오 음반이다. 이 음반은 다섯 곡으로 이루어진 밴드로서 첫 번째 기록을 세우며, 전임 키보디스트가 밴드의 멤버로 등장한 첫 번째 UFO 음반이다. 키보디스트 대니 페이로넬은 이 한 음반 동안만 밴드에 머물렀지만, 그는 이 음반에 수록된 여러 트랙을 공동 작곡했다.

## 배경
이전 두 음반과 마찬가지로, 이 커버 아트는 힙노시스에 의해 만들어졌고, 원숭이가 여성의 어깨에 나타나는 것이다. 반면, 2007년에는 스몰 페이시스의 〈All or Nothing〉 커버를 강조하는 추가 트랙으로 5곡이 포함된 콤팩트 디스크 형식으로 리마스터링되어 발매되었다.
1994년, 이 음반과 《Lights Out》을 포함한 CD가 BGO 레코드에 의해 발매되었다. UFO 카탈로그에 있는 많은 CD들처럼, 2007년에 보너스 트랙과 함께 리마스터링되어 재발행되었다.
《No Heavy Petting》은 1970년대와 1980년대 동안 영국의 많은 대중목욕탕에 게시된 규칙이었다.

## 곡 목록
모든 곡들은 특별한 언급이 없는 한 미하엘 쉥커와 필 모그에 의해 작사/작곡하였다.
| #  | 제목                 | 작사·작곡                      | 재생 시간 |
| -- | -------------------- | ------------------------------ | --------- |
| 1. | 〈Natural Thing〉    | 쉥커, 모그, 피트 웨이          | 4:01      |
| 2. | 〈I'm a Loser〉      |                                | 3:55      |
| 3. | 〈Can You Roll Her〉 | 대니 페이로넬, 모그, 앤디 파커 | 2:58      |
| 4. | 〈Belladonna〉       |                                | 4:32      |
| 5. | 〈Reasons Love〉     |                                | 3:17      |

| #  | 제목                   | 작사·작곡                  | 재생 시간 |
| -- | ---------------------- | -------------------------- | --------- |
| 6. | 〈Highway Lady〉       | 페이로넬                   | 3:49      |
| 7. | 〈On with the Action〉 |                            | 5:03      |
| 8. | 〈A Fool in Love〉     | 프랭키 밀러, 앤디 프레이저 | 2:50      |
| 9. | 〈Martian Landscape〉  | 페이로넬, 모그, 파커       | 5:11      |